# Soma (Gambia)
Soma es una ciudad en el centro de Gambia, situada en el río Gambia.  Es un importante cruce de caminos, donde la principal carretera de este a oeste del país cruza la autopista Trans-Gambia y también se encuentra entre el norte y el sur de Senegal. Una vibrante ciudad comercial y un centro económico de la región, conocida por su variedad de carnes cocidas conocidas localmente como "dibitair". La ciudad cuenta con varios centros de educación superior. La localidad cuenta con tres Escuelas Básicas Inferiores; Soma Proper, Soma New y Notre Dame Lower Basic School. La escuela secundaria superior Soma está ubicada en el barrio Sare Mawdo de la ciudad y la escuela secundaria superior Tahir atrae a miles de estudiantes a la ciudad. Soma ha visto una respuesta sólida de sus ciudadanos que viven en el extranjero y localmente al formar asociaciones para iniciar desarrollos en la ciudad. La Fundación Soma Sitaba para el Desarrollo y Soma One Big Family son dos importantes organizaciones benéficas de la ciudad. La Asociación Soma-América formada por el pueblo Soma en Estados Unidos también tiene como objetivo cumplir propósitos similares. 
El Kaira Konko Lodge, un campamento de exploradores, está situado en Soma, a orillas del río Gambia.